# AMD K5
Der AMD K5 ist ein x86-Mikroprozessor mit 32-Bit-Architektur der fünften Generation, sowie der erste von AMD selbst entwickelte x86-kompatible Prozessor. Er konkurrierte seinerzeit mit dem Intel Pentium, NexGen Nx586 und Cyrix 6x86.

## Hintergrund
Nachdem AMD in den Jahren zuvor vor allem Intels Mikroprozessorentwicklungen nur minimal verändert nachgebaut hatte, musste sich der Hersteller nach diversen Rechtsstreitigkeiten mit Intel umorientieren und sich um eine eigene Entwicklungsabteilung und Prozessorarchitektur bemühen. Der K5 war das erste Ergebnis dieser veränderten Ausrichtung, allerdings war das mit Problemen verbunden, wodurch der K5 viel zu spät auf den Markt kam. Nachfolger war der AMD K6, der jedoch nicht auf dem K5, sondern auf dem NexGen Nx686 beruhte.

## Technik

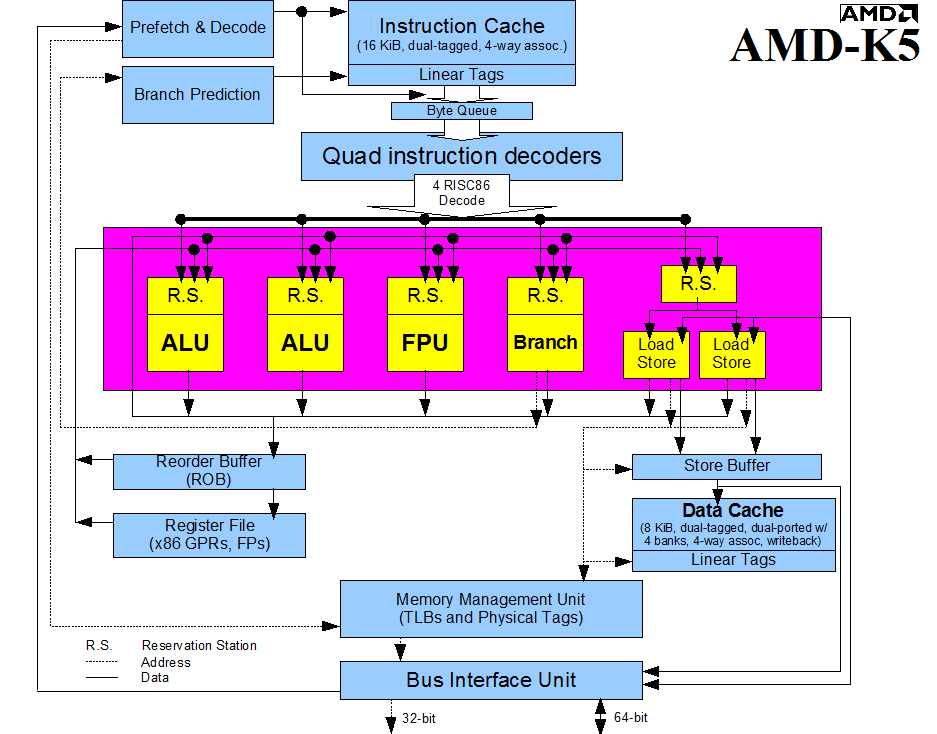
Architektur des AMD K5.

### Modelle
AMD hatte Probleme bei der Entwicklungszeit und bei der Fertigungsausbeute, so dass der K5 ein Jahr später als ursprünglich geplant auf den Markt kam. Diese Version war noch eine Art „Vorabversion“, bekannt als SSA/5, mit Fehlern im L1-Cache und in der Sprungvorhersage. Sie wurde zuerst als 5k86 und später dann auch als K5 verkauft. Die fehlerbereinigte Version, als 5k86 bezeichnet, wurde nur als K5 verkauft. Die SSA/5-Reihe des K5 umfasste Modelle von 75 bis 100 MHz (5k86 P75 bis P100, später K5 PR75 bis PR100); 5k86-Prozessoren kamen mit Taktfrequenzen von 90 MHz bis 133 MHz (K5 PR120 bis PR200) auf dem Markt.

### Architektur
Der K5 ist intern ein RISC-Prozessor (basierend auf der Am29000-RISC-Familie) mit einer x86-Dekodier-Einheit, die alle x86-Befehle zur Ausführung in RISC-Befehle zerlegt. Ähnlich arbeiten inzwischen alle modernen x86-CPUs.
Der K5 hat fünf Integer-Einheiten, die als Out-of-order-Pipelines ausgeführt sind und eine Non-Pipelined-FPU (der Intel Pentium hat zwei als In-order-Pipelines ausgeführte Integer-Einheiten und eine Pipelined-FPU). Registerumbenennung und Speculative execution verbessern die parallele Ausführungsmöglichkeit der Pipelines bzw. vermindern deren Blockade. Der Buffer für die Sprungvorhersage ist viermal größer als der des Pentium (wobei die Sprungvorhersage selbst nicht besser arbeitet) und der L1-Cache ist doppelt so groß (und vierfach statt zweifach assoziativ). Diese Verbesserungen ermöglichen dem K5 eine höhere Integer-Leistung als einem gleich getakteten Pentium. Aus diesem Grund benutzte AMD das bereits vom Am5x86 bekannte P-Rating, um die Leistungsfähigkeit relativ zum Pentium anzugeben. Bei Gleitkomma-Berechnungen durch die FPU arbeitet ein AMD K5 jedoch langsamer als ein Pentium mit einer dessen P-Rating entsprechenden Taktfrequenz.

## Modelldaten

### SSA/5 (Model0)

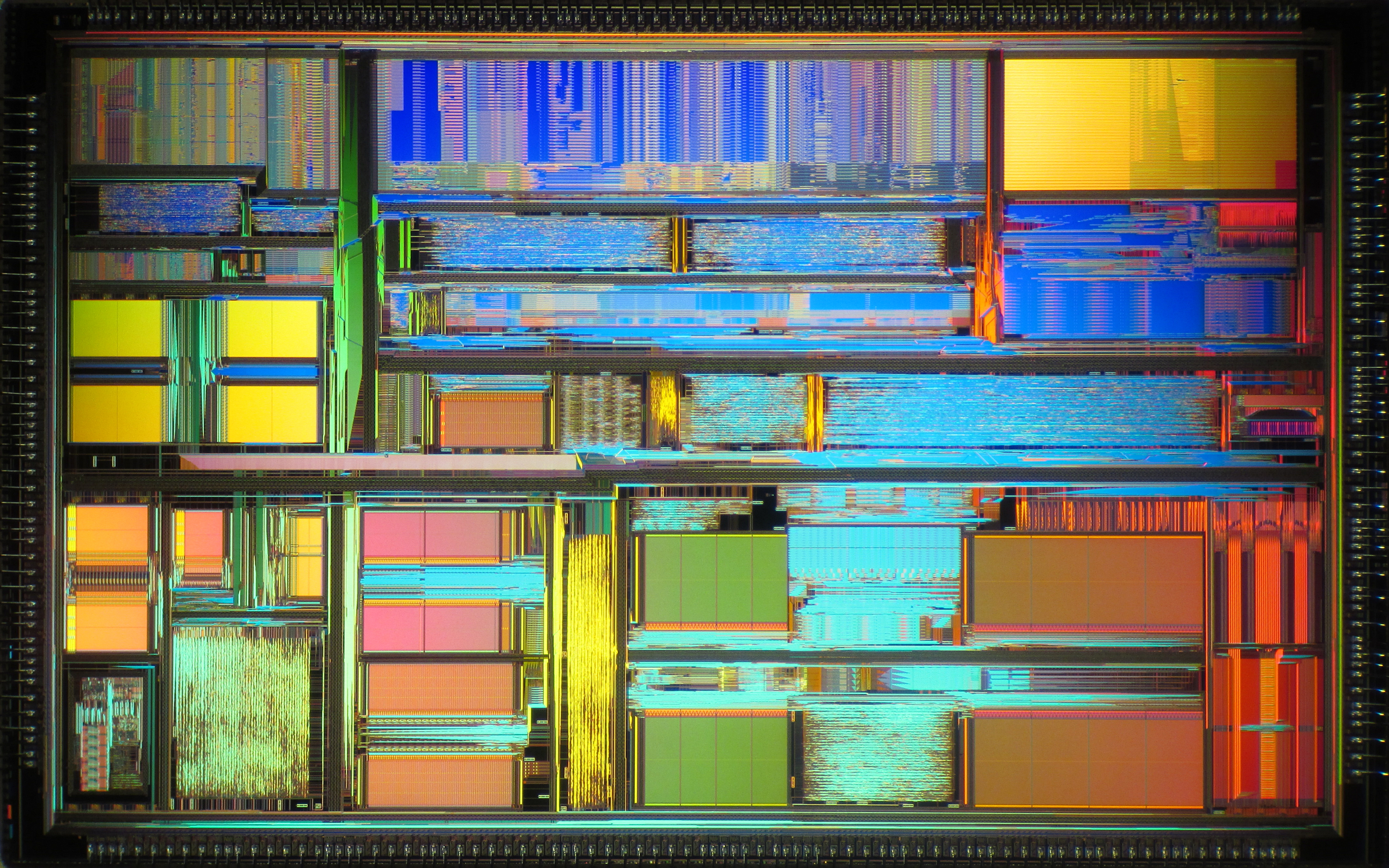
Die eines AMD K5 PR75 (SSA/5)

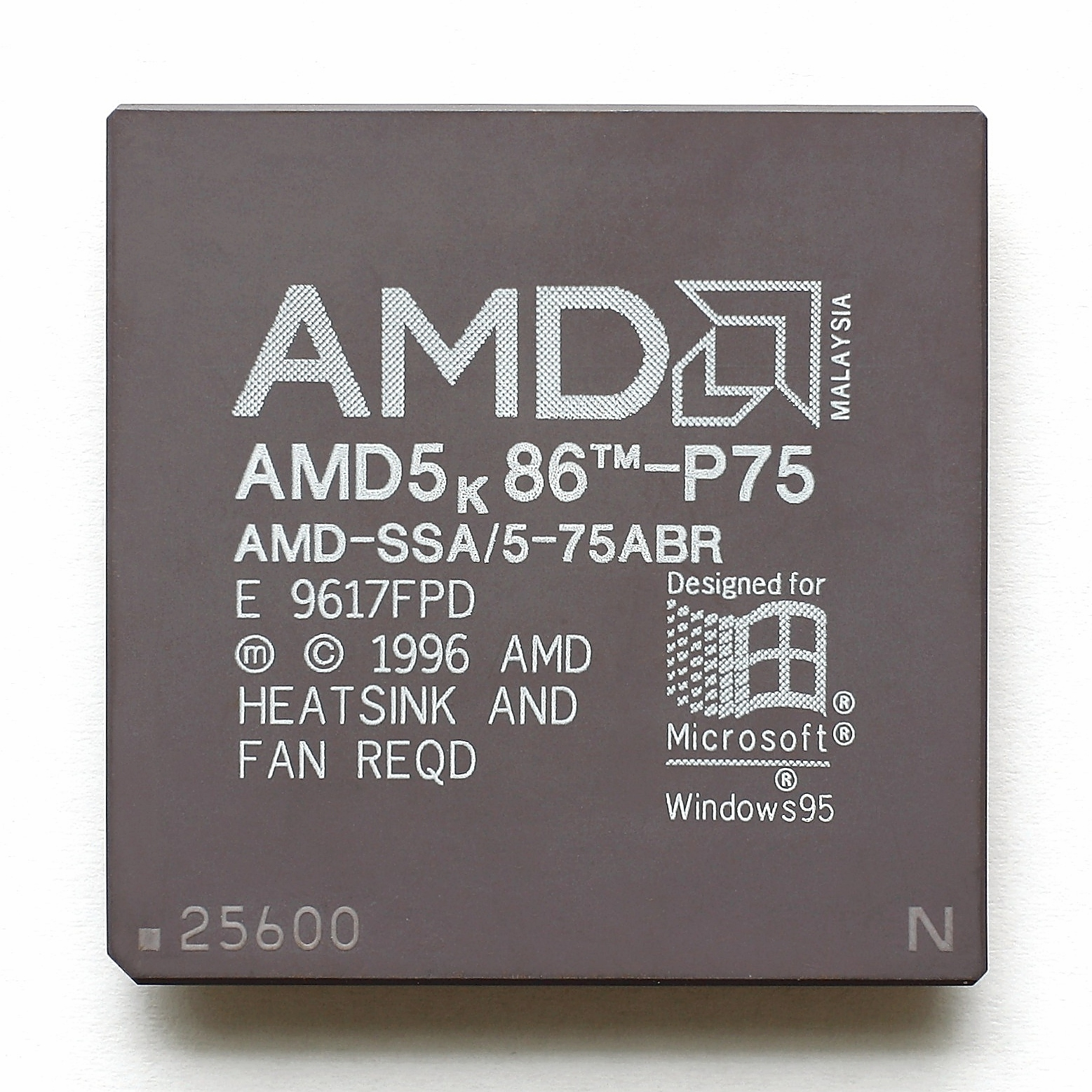
5k86 P75 (SSA/5)

- Verkaufsname: 5k86 P75/P90/P100; später K5 PR75/PR90/PR100
- L1-Cache: 8 + 16 kB (Daten + Instruktionen)
- Sockel 5 und Sockel 7 mit 50, 60 und 66 MHz Front Side Bus
- Betriebsspannung (VCore): 3,52 V
- Erscheinungsdatum: 27. März 1996
- Fertigungstechnik: 0,50 µm und 0,35 µm
- Die-Größe: 251 mm² (0,50 µm) und 161 mm² (0,35 µm) bei 4,3 Millionen Transistoren
- Taktraten (Leistungsaufnahme):
  - 5k86 P75, K5 PR75: 75 MHz (11,63 W)
  - 5k86 P90, K5 PR90: 90 MHz (13,96 W)
  - 5k86 P100, K5 PR100: 100 MHz (15,51 W)

### 5k86 (Model1)

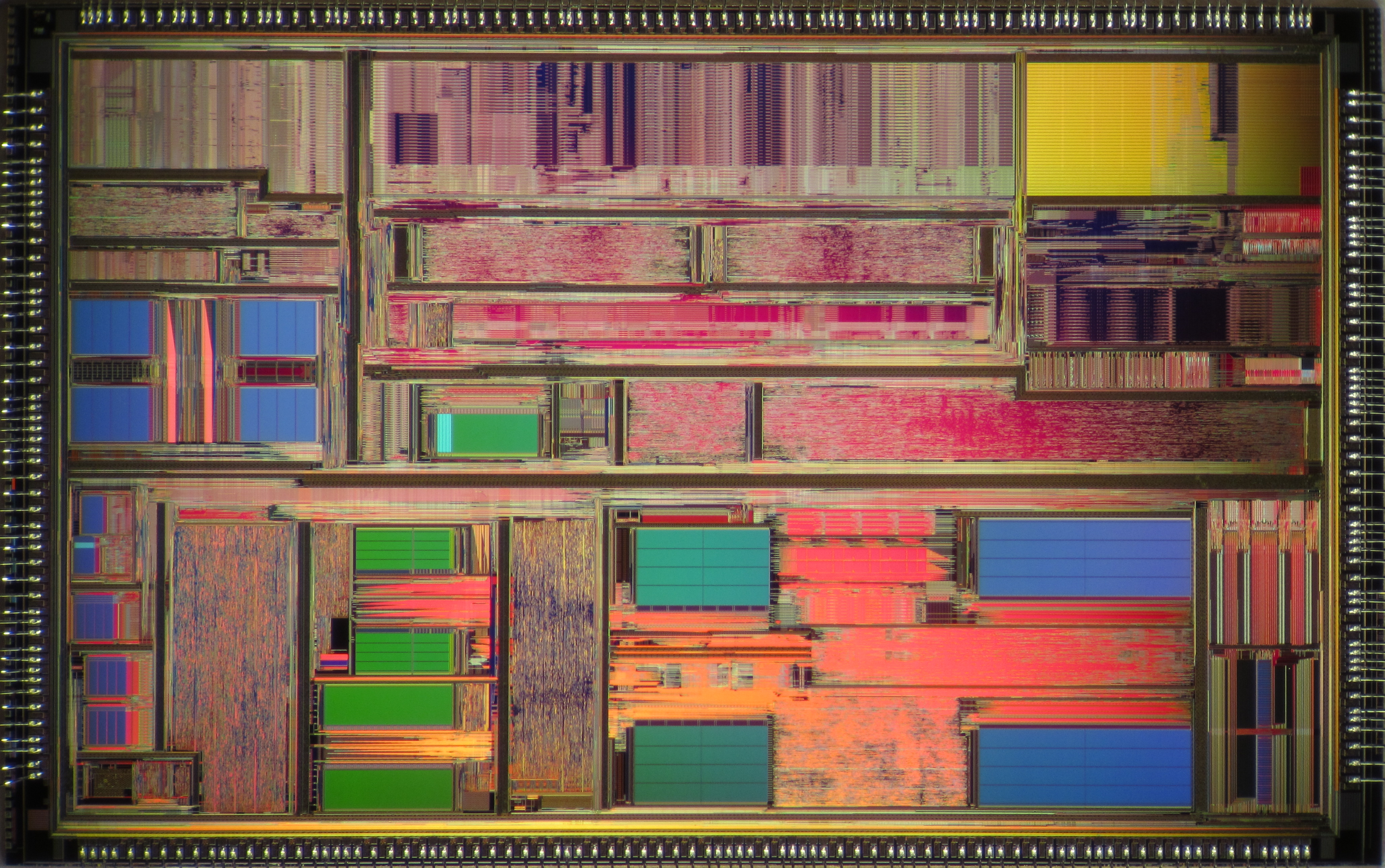
Die eines AMD K5-PR150ABR (5k86)

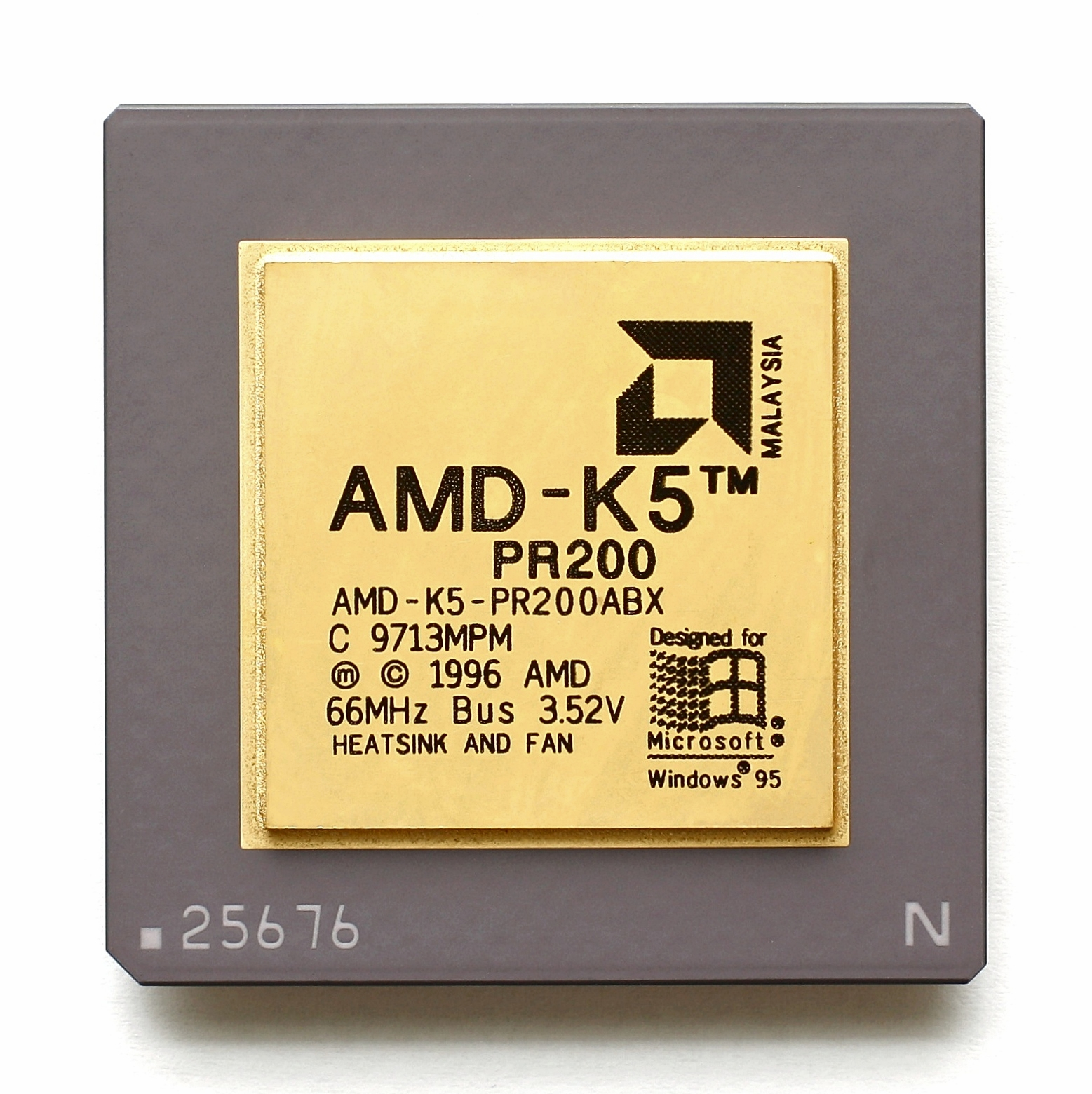
K5 PR200 (5k86)

- Verkaufsname: K5 PR120/PR133/PR150/PR166
- L1-Cache: 8 + 16 kB (Daten + Instruktionen)
- Sockel 5 und Sockel 7 mit 60 und 66 MHz Front Side Bus
- Betriebsspannung (VCore): 3,52 V
- Erscheinungsdatum: 7. Oktober 1996
- Fertigungstechnik: 0,35 µm
- Die-Größe: 181 mm² (0,35 µm) bei 4,3 Millionen Transistoren
- Taktraten (Leistungsaufnahme):
  - PR120: 90 MHz (12,37 W)
  - PR133: 100 MHz (13,75 W)
  - PR150: 105 MHz
  - PR166: 116,6 MHz (16,04 W)
  - PR200: 133 MHz (war ursprünglich geplant, ein Verkauf fand nicht mehr statt)